# Москалевка (Полонский район)
Москалевка (укр. Москалівка) — село в Полонском районе Хмельницкой области Украины.
Население по переписи 2001 года составляло 230 человек. Почтовый индекс — 30542. Телефонный код — 3827.

## Местный совет
30542, Хмельницкая обл., Полонский р-н, с. Кустовцы